# Salah Dessouki
Salah Dessouki (en arabe : صلاح دسوقي), né le 20 octobre 1922, est un escrimeur égyptien.

## Carrière
Dessouki fait partie, bien avant le renouveau des années 2000 incarné par Alaaeldin El Sayed Abouelkassem,
d'une première génération dorée d'escrimeur égyptiens qui, par équipes, parviendront à se classer sur les podiums internationaux aux côtés des grandes nations de l'escrime, sans toutefois parvenir à chambouler la hiérarchie imposée par les nations Européennes dominantes (l'Italie et la France particulièrement). 
Il compte sept médailles de bronze mondiales, au cours de sa carrière (qui sont encore, en 2015, les sept uniques médailles jamais obtenues par l'Égypte aux championnats du monde), à chaque fois par équipes, et ce aux trois armes (trois au fleuret, trois au sabre et une à l'épée). Trois de ces médailles sont obtenues durant les mêmes championnats, disputés à domicile en 1949 au Caire.
Dessouki a participé à deux Jeux olympiques, ceux de 1948 à Londres et de 1952 à Helsinki. Durant ces derniers jeux, il échoue à la quatrième place au fleuret par équipes, se qualifiant pour la poule finale à quatre en dominant l'Argentine dans la poule de demi-finale (9 assauts à 7). En poule finale, l'Égypte fut écrasée par la France et l'Italie (15-1 les deux fois), puis concéda une courte défaite face à la Hongrie, malgré trois victoires personnelles de Dessouki (9-6).

## Palmarès
- Championnats du monde d'escrime
  -  Médaille de bronze au fleuret par équipes aux championnats du monde d'escrime 1951 à Stockholm
  -  Médaille de bronze au fleuret par équipes aux championnats du monde d'escrime 1950 à Monte-Carlo
  -  Médaille de bronze au sabre par équipes aux championnats du monde d'escrime 1950 à Monte-Carlo
  -  Médaille de bronze à l'épée par équipes aux championnats du monde d'escrime 1949 au Caire
  -  Médaille de bronze au fleuret par équipes aux championnats du monde d'escrime 1949 au Caire
  -  Médaille de bronze au sabre par équipes aux championnats du monde d'escrime 1949 au Caire
  -  Médaille de bronze au sabre par équipes aux championnats du monde d'escrime 1947 à Lisbonne